# 8 mars 1937
Le lundi 8 mars 1937 est le 67e jour de l'année 1937.

## Naissances
- André Aschieri, personnalité politique française
- Juvénal Habyarimana (mort le 6 avril 1994), homme politique rwandais
- Klara Guseva, patineuse de vitesse soviétique
- Mohammed Lazouni, fonctionnaire et homme de médias algérien, spécialiste de la prévention routière
- Richard Fariña (mort le 30 avril 1966), auteur et chanteur de folk américain
- Saul S. Friedman (mort le 31 mars 2013), historien américain

## Décès
- Albert Le Play (né le 27 juillet 1842), personnalité politique française
- Albert Verwey (né le 15 mai 1865), poète néerlandais
- Howie Morenz (né le 21 septembre 1902), joueur de hockey sur glace canadien
- Pierre Jean François Arago (né le 10 janvier 1862), homme politique français
- René Eugène Fano (né le 8 février 1878), homme d'affaires français

## Événements
- Début de la bataille de Guadalajara
- Publication du livre de George Orwell : Le Quai de Wigan